# Siatka geograficzna
Siatka geograficzna – układ południków i równoleżników na globusie lub w myślach na kuli ziemskiej. Południk zerowy i równik ziemski tworzą układ, względem którego wyznacza się współrzędne geograficzne.
W jej skład wchodzą: 
- układ równoleżników i południków
- bieguny
- równik ziemski